# Tematantongo Village
Tematantongo Village är en ort i Kiribati.   Den ligger i örådet Maiana och ögruppen Gilbertöarna, i den södra delen av landet, 40 km söder om huvudstaden Tarawa. Tematantongo Village ligger 10 meter över havet och antalet invånare är 148.
Terrängen runt Tematantongo Village är mycket platt.  Närmaste större samhälle är Bubutei Village, 14,1 km söder om Tematantongo Village. 